# Heilwig von der Mehden

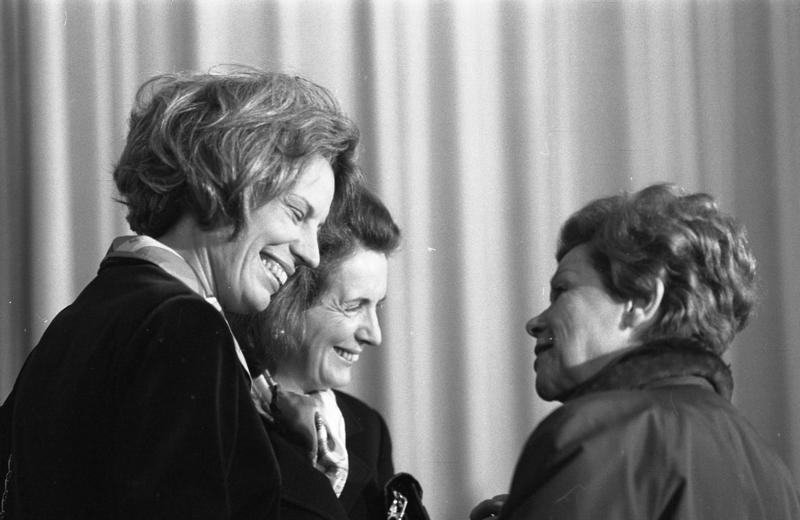
Heilwig von der Mehden (Mitte) 1972 mit Mildred Scheel (links)

Heilwig von der Mehden (* 1923 in Essen; † 1997 in Bonn) war eine deutsche Autorin und Kolumnistin. Charakteristisch für ihre Werke und Beiträge ist ihr feiner Humor.

## Leben und Wirken
Von der Mehden wurde in Köln und Bonn erzogen. Nach dem Studium der Germanistik, Geschichte, Zeitungswissenschaft, Kunstgeschichte, Theaterwissenschaft und Soziologie war sie Mitarbeiterin beim Rundfunk, Volontärin im Feuilleton der Welt und arbeitete als Redakteurin.
Seit 1957 schrieb sie regelmäßig alle vierzehn Tage als Kolumnistin der Frauenzeitschrift Brigitte und erfreute viele Jahre mit ihren humorvollen Beiträgen ihre Leserschaft. Sie hat zahlreiche erfolgreiche Bücher geschrieben.
Von der Mehden(-Ahlers) war mit dem Journalisten und Politiker Conrad Ahlers verheiratet.

## Werke (Auswahl)
- Von den Tücken des Alltags und den Freuden des Lebens. Verlag Josef Knecht, Freiburg im Breisgau 2007, ISBN 978-3-7820-0905-8.
- Nehmt die Männer, wie sie sind. Es gibt keine anderen. Herder, Freiburg im Breisgau / Basel / Wien 1993, ISBN 978-3-451-01927-2.
- Lauter reizende Leute … Man merkt es nur nicht immer. 7. Auflage. Herder-Taschenbuch-Verlag, Freiburg im Breisgau / Basel / Wien 1996, ISBN 978-3-451-07851-4.
- Disteln aus Nachbars Garten und andere Freuden des Alltags. Knaus, München 1992.
- mit Albertine Mauel-Wildhagen: Sei manierlich, Albertine. Erinnerungen an unsere aparte Familie. 1. Auflage. Herder, Freiburg im Breisgau / Basel / Wien 1983.
- Eigentlich nur halb so schlimm … weil’s den andern auch so geht. Herder, Freiburg im Breisgau / Basel / Wien 1989, ISBN 978-3-451-20484-5.
- Und was tun, wenn nichts zu tun ist? Von den Freuden und Leiden der Freizeit. 8. Auflage. Herder, Freiburg im Breisgau / Basel / Wien 1993, ISBN 978-3-451-07658-9.
- Vielgeliebte Nervensägen. Von großen und kleinen Kindern. Herder, Freiburg im Breisgau / Basel / Wien 1990.
- Ehret die Frauen - aber übernehmt euch nicht! Notizen aus dem weiblichen Alltag. Herder, Freiburg im Breisgau / Basel / Wien 1990.
- Alle Tage ist kein Alltag … aber leider ziemlich oft. Herder, Freiburg im Breisgau / Basel / Wien 1989.
- Vier Wände und ein Gartenzaun. Doch wie’s da drin aussieht … Herder, Freiburg im Breisgau / Basel / Wien 1989.
- Wir sind doch nicht von gestern! Von den Freuden und Tücken des modernen Lebens. Herder, Freiburg im Breisgau / Basel / Wien 1989.
- Schön ist es auch anderswo … Wir gehen auf die Reise. Herder, Freiburg im Breisgau / Basel / Wien 1989.
- Jeder kehre vor seiner Tür … und dann die anderen nicht vergessen. Herder, Freiburg im Breisgau / Basel / Wien 1988.

## Hörspiele
- 1956: Vor der Tür zum siebenten Himmel – Regie: S. O. Wagner (NDR)